# هورنینگهولد
هورنینگهولد (به انگلیسی: Horninghold) یک روستا و محله مدنی در بریتانیا است که در Harborough واقع شده‌است. هورنینگهولد ۳۱۶ نفر جمعیت دارد.